# 武沢護
武沢 護（たけざわ まもる）は教育者。早稲田大学高等学院、早稲田大学高等学院中学部の元学院長。

## プロフィール
学歴
1973年3月 都立青山高等学校卒業
1974年4月 早稲田大学理工学部数学科 入学
1978年4月 早稲田大学大学院理工学研究科 専攻 入学
1980年3月 早稲田大学大学院理工学研究科 専攻 修了
職歴
1980年 神奈川県立平塚江南高等学校 教諭
1990年 神奈川県立長後高等学校 教諭
1995年 神奈川県立教育センター 研修指導主事
1999年 神奈川県立教育センター 研修指導主事兼指導主事
2001年 神奈川県立厚木南高等学校 教諭
2003年 早稲田大学高等学院 教諭
2008年 早稲田大学大学大学院教職研究科 客員准教授
2008年 上智大学理工学部 非常勤講師
2015年 早稲田大学大学院教育学研究科高度教職実践専攻 客員教授
2018年 津田塾大学学芸学部数学科 非常勤講師(数学科指導法)

## 著書・訳書
・『Mathematicaブック3.0』S.Wolfram著,榊原進,武沢護(編訳),Cambridge University Press,1996.
・『Mathematicaｈ方法と応用』J.W.グレイ著,小島順(監訳),時田節(訳),武沢護(訳),サイエンティスト社,1996.
・『Mathematica 曲線と曲面の微分幾何』A.グレイ著,小島順（監訳),武沢護(訳)，トッパン,1996.
・『Mathematica その無限の可能性・応用編』小島順,松本茂樹,武沢護(共著),実教出版,2001.